# Wire & Glass
"Wire & Glass" is de eerste single van het album "Endless Wire", dat in 2006 uitgegeven werd door de Britse rockband The Who. De single werd oorspronkelijk als eerste uitgegeven in de iTunes Store op 17 juli (online dus). Een week later werd het op Maxi-CD en 12"-plaat uitgegeven. De single omvat een "mini-opera van zes nummers lang (kort). Pete Townshend, songwriter-gitarist van The Who, schreef al vaker een mini-opera. Zo is op het album "The Who Sell Out" het nummer "Rael" te horen. Ook het nummer "A Quick One While He's Away" werd door Townshend ooit betiteld als "mini-opera". Op 3 augustus 2006 was de single het bestverkopende Who-album op iTunes in het Verenigd Koninkrijk.
De single heeft de top drie bereikt in de Canadese singles-hitlijst.

## Track listing
Alle delen van de mini-rockopera zijn geschreven door Pete Townshend. Hij produceerde het eveneens met behulp van zijn technici Bob Pridden en Myles Clarke.
1. "Wire & Glass" - 7:12
  - "Sound Round" - 1:22
  - "Pick Up the Peace" - 1:28
  - "Endless Wire" - 1:51
  - "We Got A Hit" - 1:18
  - "They Made My Dream Come True" - 1:13
2. "Mirror Door" - 4:16

Bij de uitgifte op CD/12" werden alle zes de nummers gepresenteerd als één single van 11½ minuut lang.

### De nummers
"Sound Round" werd geschreven voor het album "Who's Next" uit 1971, maar werd toentertijd niet opgenomen. "Mirror Door" werd al voordat "Wire & Glass" werd uitgegeven, in juni 2006 was het namelijk te horen op de radio, maar een lauwwarme reactie als gevolg van een mix die veel vragen opriep, deed Townshend besluiten om ergens tussen de speeldata van de tournee van 2006-2007 het nummer opnieuw op te nemen. Aan Daltrey's werd nu wat extra echo gevoegd om het een wat beter geluid te geven.

## Bezetting op de plaat
- Roger Daltrey: zang
- Pete Townshend: gitaren, zang, ukelele
- Pino Palladino: basgitaar
- Peter Huntington: drums
- John "Rabbit" Bundrick: keyboards, orgel
- Simon Townshend & Billy Nicholls: achtergrondzang

Peter Huntington, de drummer van Pete Townshend's vriendin Rachel Fuller, speelt drums op de single, omdat de 'originele' Who-drummer Zak Starkey op tournee was met zijn andere band Oasis